# 蒂尔斯坦府
蒂尔斯坦府（Thirlestaine House）是英格兰格洛斯特郡切尔滕纳姆的一座一级登录建筑。

## 历史

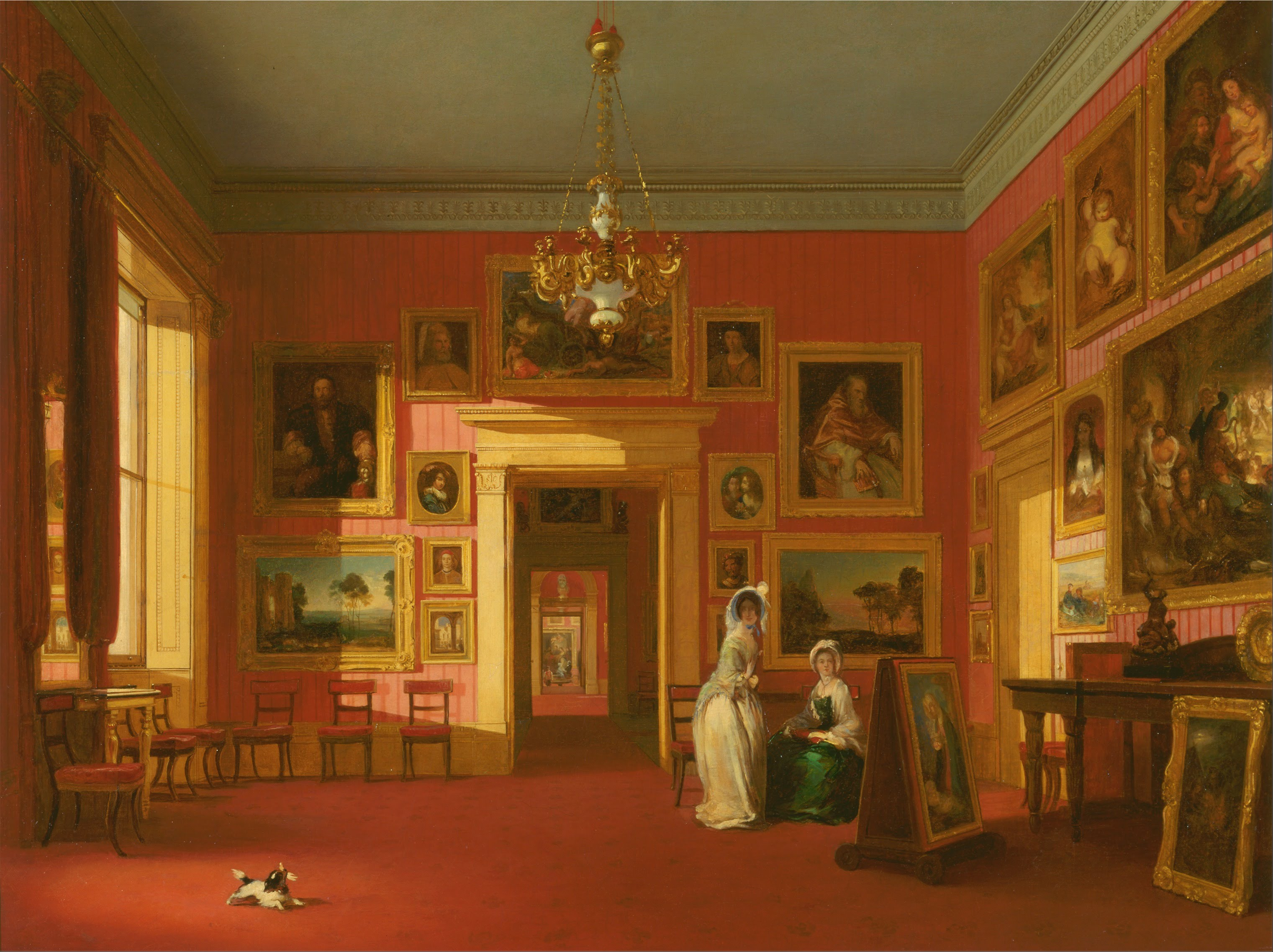

蒂尔斯坦府由业余建筑师 J.R. 斯科特于 1820 年开始建造，供其自用。1838年，这座未完成的建筑被诺思威克勋爵买下，并进行扩建，以容纳他的艺术收藏。1859年勋爵去世，没有子嗣，他的藏品，包括仍在诺思威克的画作，全部出售。
托马斯·菲利普斯爵士购买了这所房子，用来收藏他继承的大量藏书。后来该建筑由他的家人继承。
该建筑目前归車特咸學院（Cheltenham College）所有，该学院于1947年以31326英镑买下了该建筑。